# Nautilus autoproduzioni
Nautilus autoproduzioni è un collettivo legato al movimento delle occupazioni di Torino come El Paso Occupato e casa editrice italiana.
Il progetto editoriale nacque nel 1981, quando alcuni reduci della precedente esperienza del Centro di Documentazione Anarchica fondarono Nautilus per pubblicare quello che diventerà poi il primo titolo della casa editrice: Protesta di fronte ai libertari del presente e del futuro sulle capitolazioni del 1937, scritto da un ignoto militare anarchico che combatté nella rivoluzione spagnola del 1936
Fra gli autori che da allora hanno pubblicato per Nautilus vi sono Peter Lamborn Wilson, Bob Black, Luigi Bontempi, Piero Coppo, Asger Jorn, Guy Debord, Raoul Vaneigem, Giorgio Samorini, Elias Petropulos, Jacques Mesrine, Jean-Marc Rouillan, Miguel Amorós, Jean-Pierre Garnier.

## Storia di Nautilus autoproduzioni

### 1981: Il CDA di Torino ed il varo di Nautilus
Nasce a Torino, verso la metà degli anni '70, il Centro di Documentazione Anarchica (CDA), con lo scopo di diffondere l'esperienza dei movimenti antagonisti e libertari che dagli anni '60 si erano succeduti anche in Italia. È nel 1981 che il CDA, pur mantenendo i vecchi contatti con Torino, si sposta a Roma, nella sede del Collettivo Anarchico di Via dei Campani, facendo nascere così l'esigenza di avere nuove strutture che potessero sostituirla. Nasce così "Nautilus autoproduzioni", rilevando dal precedente CDA la pubblicazione Protesta di fronte ai libertari del presente e del futuro sulle capitolazioni del 1937 scritto da un ignoto militare anarchico che combatté nella rivoluzione spagnola del 1936. Fu con questa pubblicazione che Nautilus iniziò la propria attività editoriale.
I partecipanti all'associazione si dichiarano contrari alla trasformazione degli individui in merce, alla costrizione della cultura omologata e dello spettacolo, e si sono sforzati di rifuggire le leggi del mercato, in particolare non impongono nessun copyright. Il collettivo ha spesso condiviso attività con gruppi anarchici, centri occupati, collettivi postsituazionisti, punk, antiproibizionisti, neopsichedelici, primitivisti.
Oltre alla pubblicazione di libri, sono di questi anni le pubblicazioni di album di band anarco punk ed hardcore punk allora in contatto con il collettivo Nautilus, e fra queste i Menace Dement, i Borghesia, i Panico, i CCC CNC NCN, i Chumbawamba e The Ex e di VHS di autori del cinema underground newyorkese come Casandra Stark o di band italiane come i Negazione.
L'attività editoriale del collettivo si è orientata principalmente ai testi di critica radicale dell'Internazionale Situazionista, Guy Debord, Raoul Vaneigem e nell'ultimo decennio a quelli dell'ecologismo radicale con testi di John Zerzan.

### 1995: SISSC ed ALTROVE
Nel 1995, grazie al sodalizio di Nautilus con la SISSC (Società Italiana per lo Studio degli Stati di Coscienza) la casa editrice pubblica la rivista/annuario ALTROVE, partecipando poi attivamente (organizzando incontri, convegni, conferenze, ecc.) alla diffusione di conoscenze e informazioni sugli stati di coscienza e sui risvolti culturali e sociali legati all'uso delle sostanze psicoattive. Sempre agli anni '90 risale la pubblicazione della rivista Cannabis, legata all'antiproibizionismo e alle lotte per la liberalizzazione delle sostanze psicoattive.
Il catalogo di Nautilus – XXmila leghe sotto – è negli anni diventato una rivista che si caratterizza come un'integrazione e puntualizzazione dei testi e delle tematiche care al collettivo.

### 2005: Progetto Critica radicale
Dalla metà degli anni ‘60 si è sviluppato in Italia un movimento che, sotto diversi nomi e sfumature differenti, ha condotto una battaglia teorico-pratica per l’affermazione di una rivoluzione che, nella propria concezione, non poteva che avere come base la critica della vita quotidiana. Precursori dei tempi, questi gruppi inquadrarono la questione della rivoluzione in termini antiideologici fuori e contro il militantismo caratteristico di quegli anni e del decennio successivo.
Il Progetto Critica Radicale raccoglie e pubblica i materiali prodotti dai gruppi e dagli individui che si sono riconosciuti in quelle idee.
Il periodo di cui si occupa il Progetto Critica Radicale, è grosso modo di dieci anni - dal ‘69 al ’79 - e riguarda le esperienze di Ludd, Organizzazione Consiliare, Comontismo, Puzz, Insurrezione, Azione Rivoluzionaria. Finora sono stati pubblicati LUDD 1967-1970, e Organizzazione Consiliare – Comontismo, 1971-1974.
Nell'archivio della Critica radicale (https://www.criticaradicale.nautilus-autoproduzioni.org/) sono consultabili per gruppo, data, autore e luogo tutti i documenti rintracciati. 